# Beas (rivière)
Pour les articles homonymes, voir Beas.
La Beas (hindi ब्यास (byās), ਬਿਆਸ (biās), विपाशा (vipāshā)) est une rivière du Pendjab située dans le bassin versant de l’Indus. Elle prend sa source dans l’Himalaya, plus précisément dans l’État indien de l’Himachal Pradesh. Après un parcours de 470 km, elle se jette dans une autre rivière, la Sutlej. Son bassin versant est de 20 303 km2. 

## Étymologie
La rivière Beas était aussi connue comme la rivière Arjikuja du Véda, Vipasa pour les anciens Indiens ; dans l'Antiquité, les Grecs l'appellent l’Hyphase.

## Histoire
La Beas marque la frontière la plus orientale des conquêtes d’Alexandre le Grand en 326 av. J.-C. Elle est l'une des rivières qui ont posé des difficultés dans son invasion de l'Inde. Ses troupes s'y sont mutinées en 326, refusant d'aller plus en avant ; après huit années loin de leur patrie. Alexandre s'enferma dans sa tente pendant trois jours, ses hommes ne changèrent pas d'avis, il érigea alors douze autels colossaux (qui n'ont jamais été retrouvés) pour marquer la limite et la gloire de son expédition.
Selon le « Kavyamimansa » de Rajasekhara, le monarque Mahîpâla de la dynastie Pratihâra a étendu son territoire jusqu’au cours supérieur de la rivière Beas dans le nord.
Au XXe siècle, la rivière a été développée dans le cadre du « Projet Beas » pour l'irrigation et l'hydroélectricité. La deuxième phase a été achevée en 1974 avec le barrage de Pong, suivie par la première phase 140 km en amont avec le barrage de Pandoh en 1977. Le barrage de Pong a servi d'abord à l'irrigation en aval à Talwara mais a été rapidement développé pour la production d'électricité; sa centrale a une puissance installée de 360 MW. Le barrage de Pandoh détourne la rivière à travers un système de tunnels et de canaux jusqu'à la centrale électrique de Dehar d’une puissance installée de 990 MW sur le Sutlej, reliant les deux rivières.

## Cours
La rivière prend sa source à 4 361 mètres d’altitude sur la face sud du col de Rohtang à Kullu. Elle traverse le district de Mandi et entre dans le district de Kangra à Sandhol à 590 mètres d’altitude. Le cours inférieur de la Beas est traversé par de nombreux ferries, dont beaucoup sont constituées de peaux gonflées (darais). Près de Reh dans le district de Kangra, la rivière se divise en trois canaux, qui se réunissent après le passage à Mirthal, à 300 mètres d’altitude. En rencontrant la cordillère du Siwalik au niveau de Hoshiarpur, la rivière effectue un coude vers le nord, formant la limite avec le district de Kangra. Son cours s’incline ensuite au pied du Sivalik, prenant la direction du sud, séparant les districts de Gurdaspur et Hoshiarpur. Après avoir touché le district de Jullundur sur une courte distance, la rivière forme la limite entre Amritsar et Kapurthala. Enfin, la Beas rejoint la rivière Sutlej à la limite sud-ouest du district de Kapurthala dans le  Pendjab après un parcours total de 470 km. Les principaux affluents sont les rivières Bain, Banganga, Luni et Uhal. 
Le Sutlej continue sa course dans le Pendjab pakistanais et se joint à la Chenab à Uch Sharif près de Bahawalpur pour former la Panjnad ou « Cinq Rivières » ; celle-ci à son tour rejoint l’Indus à Mithankot. 
Les eaux de la Beas comme celles du Sutlej sont attribuées à l'Inde en vertu du Traité des eaux de l'Indus entre l'Inde et la Pakistan.